# 284

## Esdeveniments
- 20 de novembre: Dioclecià esdevé emperador romà a la mort de Numerià
- Comença el calendari copte

## Necrològiques
- Numerià, emperador romà
- Sun Hao, quart i últim emperador de Wu Oriental durant el període dels Tres Regnes.